# Cyprideis americana
Cyprideis americana är en kräftdjursart som först beskrevs av Sharpe 1908.  Cyprideis americana ingår i släktet Cyprideis och familjen Cytherideidae. Inga underarter finns listade i Catalogue of Life.